# A Song for You (альбом)
A Song for You — четвёртый студийный альбом американского дуэта The Carpenters, выпущенный в 1972 году на лейбле A&M Records. По словам Ричарда Карпентера, работа задумывалась как концептуальный альбом с заглавной мелодией, открывающей и закрывающей сет, и отрывками из книг, составляющими «песню для тебя». С альбома были выпущены синглы — «Hurting Each Other», «It’s Going to Take Some Time», «Goodbye to Love», «Top of the World» и «I Won’t Last a Day Without You».

## Отзывы
Брюс Эдер из AllMusic назвал A Song for You лучшим альбомом дуэта The Carpenters, ставшим кульминацией их творческой карьеры: «A Song for You, казалось бы, единый концептуальный альбом, написанный и записанный во время периода бешеной концертной деятельности, наполненный прекрасными музыкальными идеями, ещё более любовно исполненными, с хорошим юмором, и достаточным количеством собственных хитов, чтобы заявить о себе любому артисту». Американский журнал Billboard также назвал A Song for You супер-пластинкой и отметил великолепное продюсирование и музыкальное сопровождение Джек Догерти. С такой оценкой был солидарен и канадский еженедельник, охарактеризовав лонгплей как «чистый Carpenters, от начала и до конца».

## Список композиций
Основной вокалист — Карен Карпентер, кроме указанных ниже.
| №  | Название                                                 | Автор(ы)                              | Длительность |
| -- | -------------------------------------------------------- | ------------------------------------- | ------------ |
| 1. | «A Song for You»                                         | Леон Расселл                          | 4:42         |
| 2. | «Top of the World»                                       | Джон Беттис [англ.] Ричард Карпентер  | 2:56         |
| 3. | «Hurting Each Other»                                     | Гэри Гелд [англ.] Питер Уделл [англ.] | 2:46         |
| 4. | «It’s Going to Take Some Time»                           | Кэрол Кинг Тони Стерн                 | 2:55         |
| 5. | «Goodbye to Love»                                        | Джон Беттис Ричард Карпентер          | 3:50         |
| 6. | «Intermission» (ведущий вокал: Карен и Ричард Карпентер) | Ричард Карпентер                      | 0:22         |

| №                   | Название                                                     | Автор(ы)                                               | Длительность |
| ------------------- | ------------------------------------------------------------ | ------------------------------------------------------ | ------------ |
| 7.                  | «Bless the Beasts and Children»                              | Перри Боткин (младший) [англ.] Барри Де Ворзон [англ.] | 3:07         |
| 8.                  | «Flat Baroque» (инструментальная)                            | Ричард Карпентер                                       | 1:45         |
| 9.                  | «Piano Picker» (ведущий вокал: Ричард Карпентер)             | Рэнди Эдельман                                         | 1:59         |
| 10.                 | «I Won’t Last a Day Without You»                             | Роджер Николс [англ.] Пол Уильямс [англ.]              | 3:47         |
| 11.                 | «Crystal Lullaby» (ведущий вокал: Карен и Ричард Карпентеры) | Джон Беттис Ричард Карпентер                           | 3:58         |
| 12.                 | «Road Ode»                                                   | Гэри Симс Дэн Вудхэмс                                  | 3:50         |
| 13.                 | «A Song for You» (reprise)                                   | Леон Расселл                                           | 0:53         |
| Общая длительность: | Общая длительность:                                          | Общая длительность:                                    | 36:50        |

## Участники записи
Приведены по сведениям базы данных Discogs.
The Carpenters:
- Карен Карпентер — ведущий вокал, бэк-вокал, ударные
- Ричард Карпентер — ведущий вокал, бэк-вокал, фортепиано, электронное пианино Wurlitzer[англ.], орган Хаммонда, челеста, аранжировки и оркестровка

| Приглашённые музыканты: - Хэл Блейн — ударные - Тони Пелузо — соло-гитара - Луи Шелтон — гитара - Эрл Дамлер — гобой, английский рожок - Рэд Родес — стил-гитара - Бадди Эммонс — педальная слайд-гитара (в песне «Top of the World») - Джо Осборн — бас-гитара - Боб Мессенджер — тенор-саксофон, флейта, альтовая флейта - Тим Вайсберг — басовая флейта (в песне «It’s Going to Take Some Time») - Норм Герцберг — фагот - Гэри Коулман — перкуссия (в песне «Hurting Each Other») | Технический персонал: - Джек Догерти — музыкальный продюсер - Рэй Герхардт — звукорежиссёр - Роджер Янг — звукорежиссёр - Роланд Янг — арт-директор - Джим МакКрари — фотографии (обложка) - Билл Хеннигар — фотографии (конверт) - Берни Грундман, Ричард Карпентер — ремастеринг в Bernie Grundman Mastering |

## Позиции в хит-парадах
Еженедельные чарты:
| Год       | Хит-парад                        | Высшая позиция | Пребывание в чарте |
| --------- | -------------------------------- | -------------- | ------------------ |
| 1972—1973 | Австралия (Kent Music Report)    | 6              | нет данных         |
| 1972—1973 | Великобритания (UK Albums Chart) | 13             | 37 недель          |
| 1972—1973 | Канада (RPM Albums Chart)        | 5              | 32 недели          |
| 1972—1973 | США (Billboard Top LPs & Tape)   | 4              | 41 неделя          |
| 1972—1973 | Япония (Oricon LP Chart)         | 5              | 43 недели          |

| Год  | Хит-парад                          | Позиция |
| ---- | ---------------------------------- | ------- |
| 1972 | США (Billboard Top Popular Albums) | 78      |

| Регион | Сертификация  | Продажи    |
| --- | ------------- | ---------- |
| США (RIAA) | 3× Платиновый | 3 000 000^ |
| Япония (RIAJ) | —             | 102 000    |
| * Данные о продажах приведены только на основе сертификации. ^ Данные о тиражах приведены только на основе сертификации. |               |            |